# Lia (fiume)
Il Lia è un corso d'acqua della provincia di Treviso.
Nasce da risorgive a San Polo di Piave, attraversa Ormelle, Colfrancui e si getta nel Monticano presso Camino.
Da due sue diramazioni si originano altrettanti canali artificiali: la fossa Peressina-fossa Formosa e il fosso Navisego, che alimenta il Piavon.
L'idronimo deriverebbe dal celtico *ligita "limo", attraverso il veneto leda, lea

## Affluenti
- Da sinistra: fosso Farega, fosso Feralino
- Da destra: nessuno